# Rotacja gwiazd

Spłaszczona w wyniku rotacji gwiazda Achernar

Rotacja gwiazd – obrót gwiazd dookoła własnej osi obrotu, skutkiem obrotu jest poszerzenie linii widmowych. 
Najszybciej rotują gorące gwiazdy typu widmowego O i B (ich prędkość na równiku przekracza 350 km/s).
Gwiazdy podobne do Słońca obracają się powoli, a ich prędkość na równiku jest mniejsza od 25 km/s.